# جون غودريدغ
جون غودريدغ (بالإنجليزية: Jon Goodridge)‏ هو لاعب اتحاد الرغبي بريطاني، ولد في 26 فبراير 1981 في أكسفورد في المملكة المتحدة.